# Myles (König von Sparta)
Myles (altgriechisch Μύλης Mýlēs, deutsch ‚Müller‘) war in der griechischen Mythologie der älteste Sohn des Lelex und der Najade Kleochareia. Er war der Bruder des Polykaon, des Bomolochos und der Therapne. 
Nach dem Tode seines Vaters übernahm er von diesem die Herrschaft über Sparta und Lakonien. Danach wurde Myles' Sohn Eurotas König von Sparta.
Myles galt in der Antike als der Erfinder der Mühle. Die erste Mühle soll er in Alesiai (von altgriechisch ἀλέω aléō „ich mahle“, also „Ort des Mahlens“) errichtet haben.